# Stora Kroktjärnen (Malungs socken, Dalarna)
Stora Kroktjärnen är en sjö i Malung-Sälens kommun i Dalarna och ingår i Göta älvs huvudavrinningsområde. Sjön har en area på 0,0857 kvadratkilometer och ligger 375 meter över havet.

## Delavrinningsområde
Stora Kroktjärnen ingår i det delavrinningsområde (671815-138320) som SMHI kallar för Utloppet av Södra Nässjön. Medelhöjden är 413 meter över havet och ytan är 11,1 kvadratkilometer. Det finns inga avrinningsområden uppströms utan avrinningsområdet är högsta punkten. Näsån som avvattnar avrinningsområdet har biflödesordning 3, vilket innebär att vattnet flödar genom totalt 3 vattendrag innan det når havet efter 423 kilometer. Avrinningsområdet består mestadels av skog (74 procent) och sankmarker (11 procent). Avrinningsområdet har 1,23 kvadratkilometer vattenytor vilket ger det en sjöprocent på 11,1 procent.